# Fimbristylis simaoensis
Fimbristylis simaoensis är en halvgräsart som beskrevs av Y.Y.Qian. Fimbristylis simaoensis ingår i släktet Fimbristylis och familjen halvgräs. Inga underarter finns listade i Catalogue of Life.